# 6054 Гіберті
6054 Гіберті (6054 Ghiberti) — астероїд головного поясу, відкритий 24 вересня 1960 року.
Тіссеранів параметр щодо Юпітера — 3,511.